# Futbolniy Klub Torpedo (Vladimir)
FC Torpedo Vladimir (em russo: Футбольный клуб "Торпедо" Владимир) é um clube de futebol sediado em Vladimir, na Rússia.

## Links
- Site do Torpedo Vladimir